# Chociwel
Chociwel (niem. Freienwalde) – miasto w północno-zachodniej Polsce, w woj. zachodniopomorskim, w powiecie stargardzkim, siedziba gminy miejsko-wiejskiej Chociwel. Miasto leży na Pojezierzu Ińskim, nad rzeką Krąpiel i jeziorem Starzyca o charakterystycznym półksiężycowym kształcie.
Według danych z 30 czerwca 2009 roku, miasto miało 3266 mieszkańców.
Ośrodek przemysłu spożywczego i drzewnego.

## Położenie
Chociwel leży przy drodze krajowej nr 20 Stargard – Gdynia oraz przy linii kolejowej nr 202 Gdańsk Główny – Stargard (stacja kolejowa Chociwel), ok. 25 km na północny wschód od Stargardu.
Według danych z 1 stycznia 2009 powierzchnia miasta wynosi 3,67 km².
Części miasta stanowią także: Kołat, Studzianka.

## Historia
Gród pomorski w X–XII w. Obszar został włączony do państwa polskiego przez Mieszka I ok. 967 roku. Pierwsza wzmianka z 1321. Prawa miejskie otrzymał w 1338 roku jako własność rodu Wedlów, w 1375 zbudowano fortyfikacje. Od XV wieku działała szkoła. Od 1648 pod panowaniem Brandenburgii. Zachowany dawny układ urbanistyczny.
3 marca 1945 roku miasto zdobyły oddziały 61 armii oraz 2 armii pancernej gwardii I Frontu Białoruskiego. Na cześć poległych podczas walk o miasto (m.in. Bohater Związku Radzieckiego Suga Najew) po wojnie na ówczesnej ul. Armii Czerwonej odsłonięto pomnik.
W latach 1975–1998 miasto administracyjnie należało do woj. szczecińskiego.
W roku 2017 przemianowane zostały ulice Karola Świerczewskiego na Jana Pawła II oraz 25 Lecia PRL na Maszynistów Kolejowych.

## Demografia

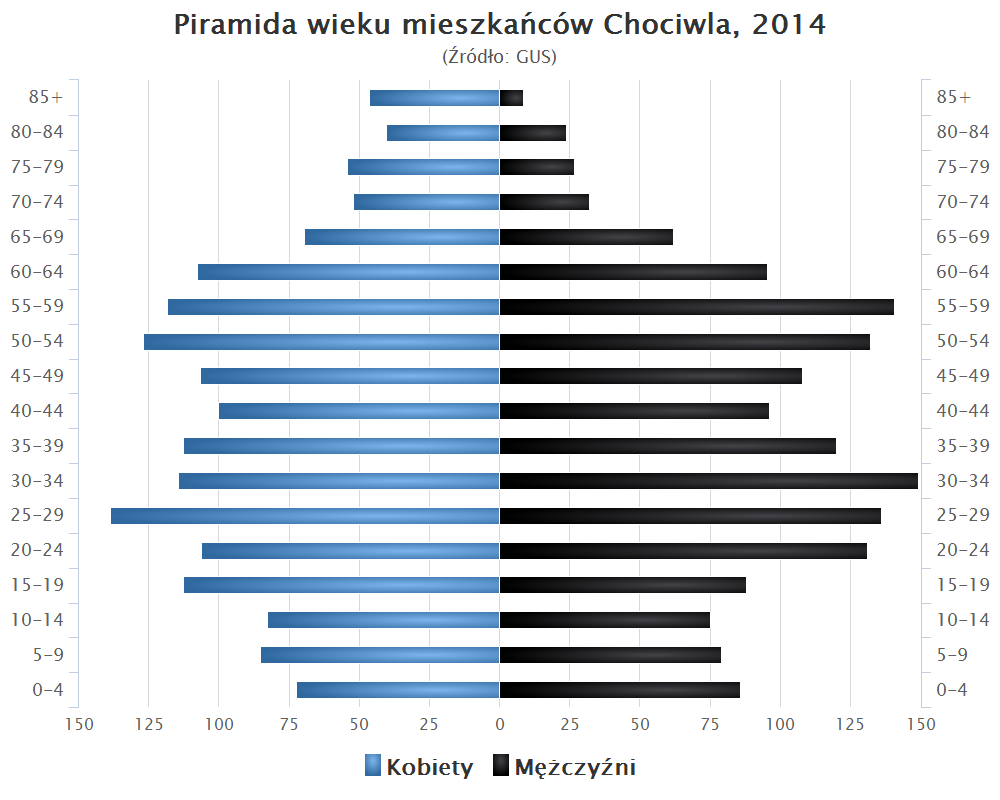
Piramida wieku mieszkańców Chociwla w 2014 roku

## Zabytki

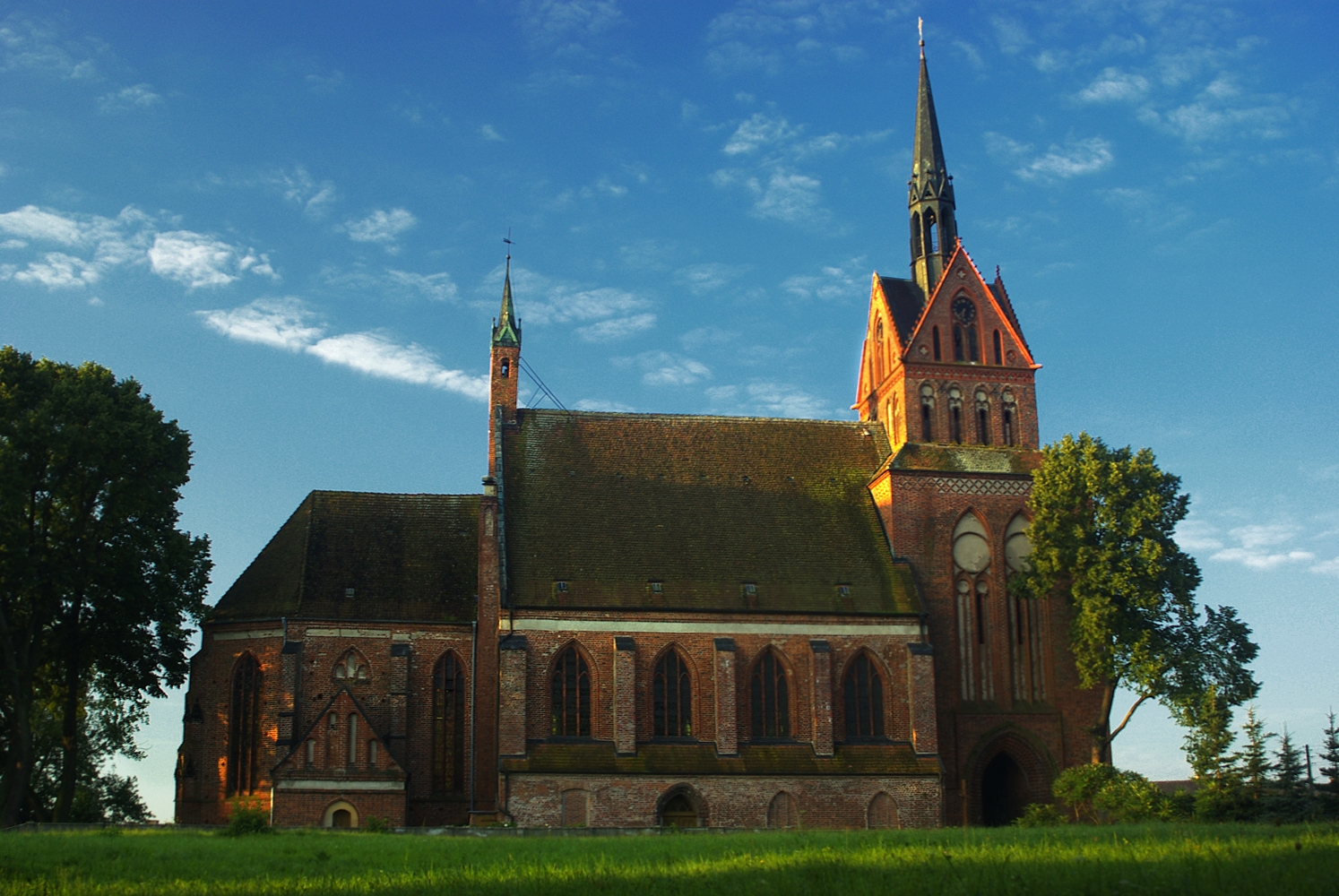
Kościół Matki Boskiej Bolesnej

- Kościół Matki Boskiej Bolesnej – budowla gotycka z XV w. Pierwszy kościół zbudowano w Chociwlu w 1124 r. Budowę obecnego kościoła pod wezwaniem Matki Boskiej Bolesnej rozpoczęto w roku 1408, a ukończono w 1460. Ostatni proboszcz rzymskokatolicki przed reformacją Paulus Kitzmann objął obowiązki w roku 1489. W roku 1530 siły zbrojne reformacji z Dobrej i Stargardu wypędziły ostatniego proboszcza, który uszedł do Marianowa. W roku 1945 kościół objęli ponownie katolicy. Od tego czasu duszpasterstwo prowadzą księża Chrystusowcy.
- dom młynarza
- fragmenty murów obronnych
- pałac przy ul. Kołat 3, wybudowany w latach 60. XIX wieku, przebudowany na przełomie XIX/XX wieku

## Wspólnoty religijne

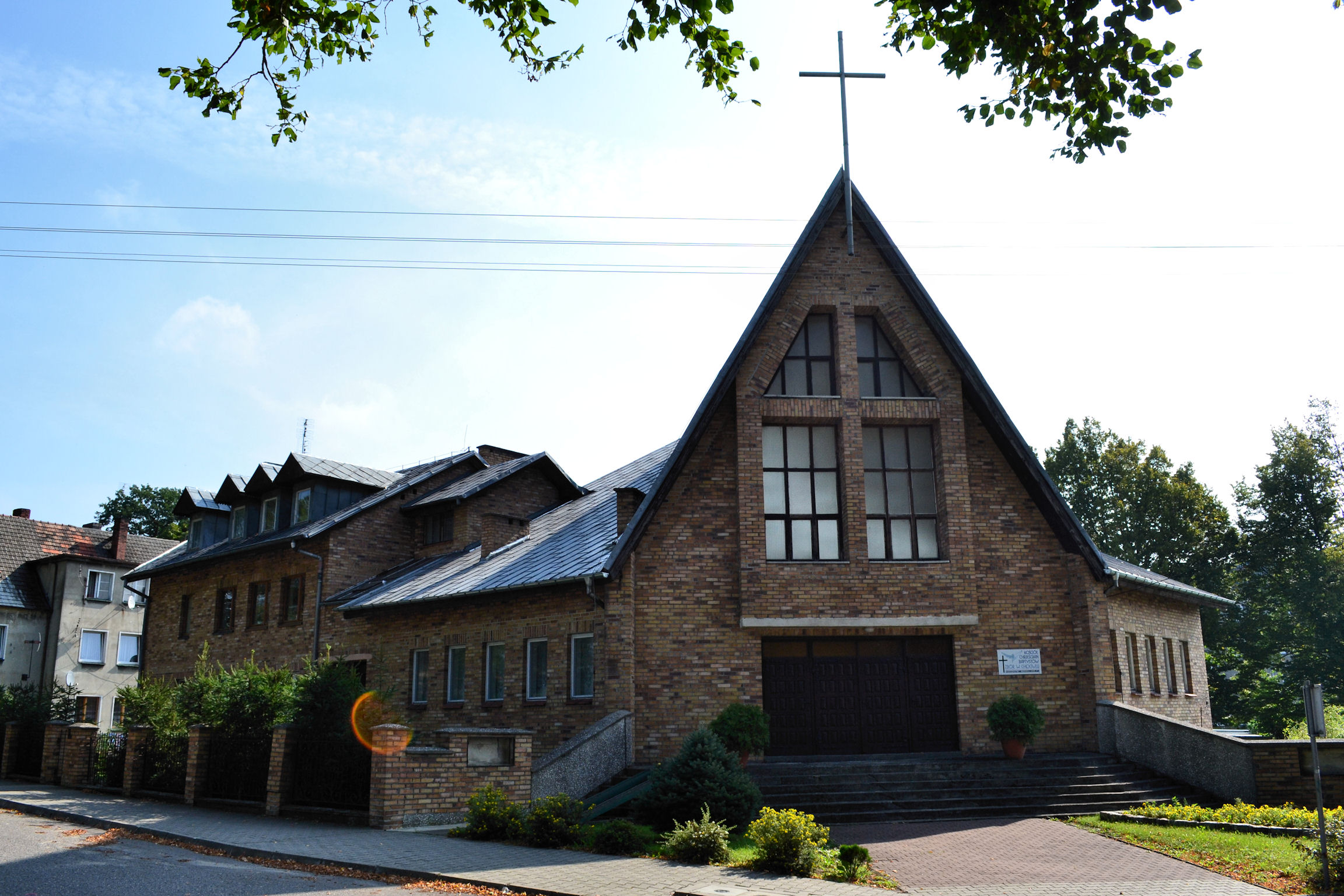
Kościół Zboru Kościoła Chrześcijan Baptystów

Miasto obejmuje parafia rzymskokatolicka Matki Boskiej Bolesnej, należąca do archidiecezji szczecińsko-kamieńskiej.
Na terenie miasta działalność duszpasterską prowadzi także protestancki zbór Kościoła Chrześcijan Baptystów.

## Sport

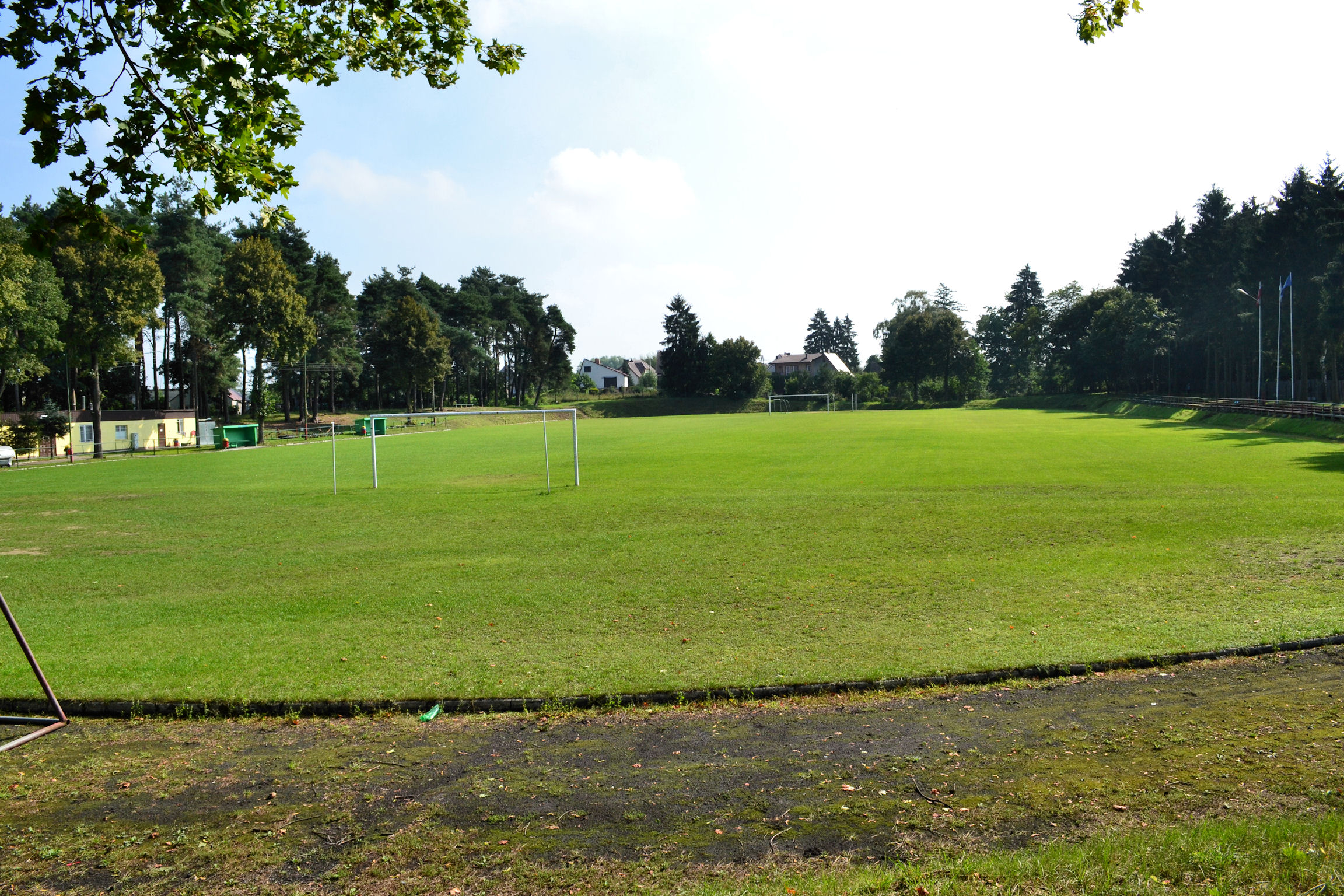
Stadion Miejski

W mieście siedzibę ma Ludowy Klub Sportowy „Piast” Chociwel, który powstał w 1948 r. Barwami klubu są kolory czerwono-pomarańczowo-zielone. Zespół piłkarski rozgrywa mecze na Stadionie Miejskim z boiskiem o wymiarach 102 × 67 m i trybunach o pojemności 1000 miejsc (w tym 700 siedzących). W sezonie 2023/2024 drużyna piłki nożnej bierze udział w rozgrywkach klasy okręgowej, gr. zachodniopomorskiej I.

## Administracja

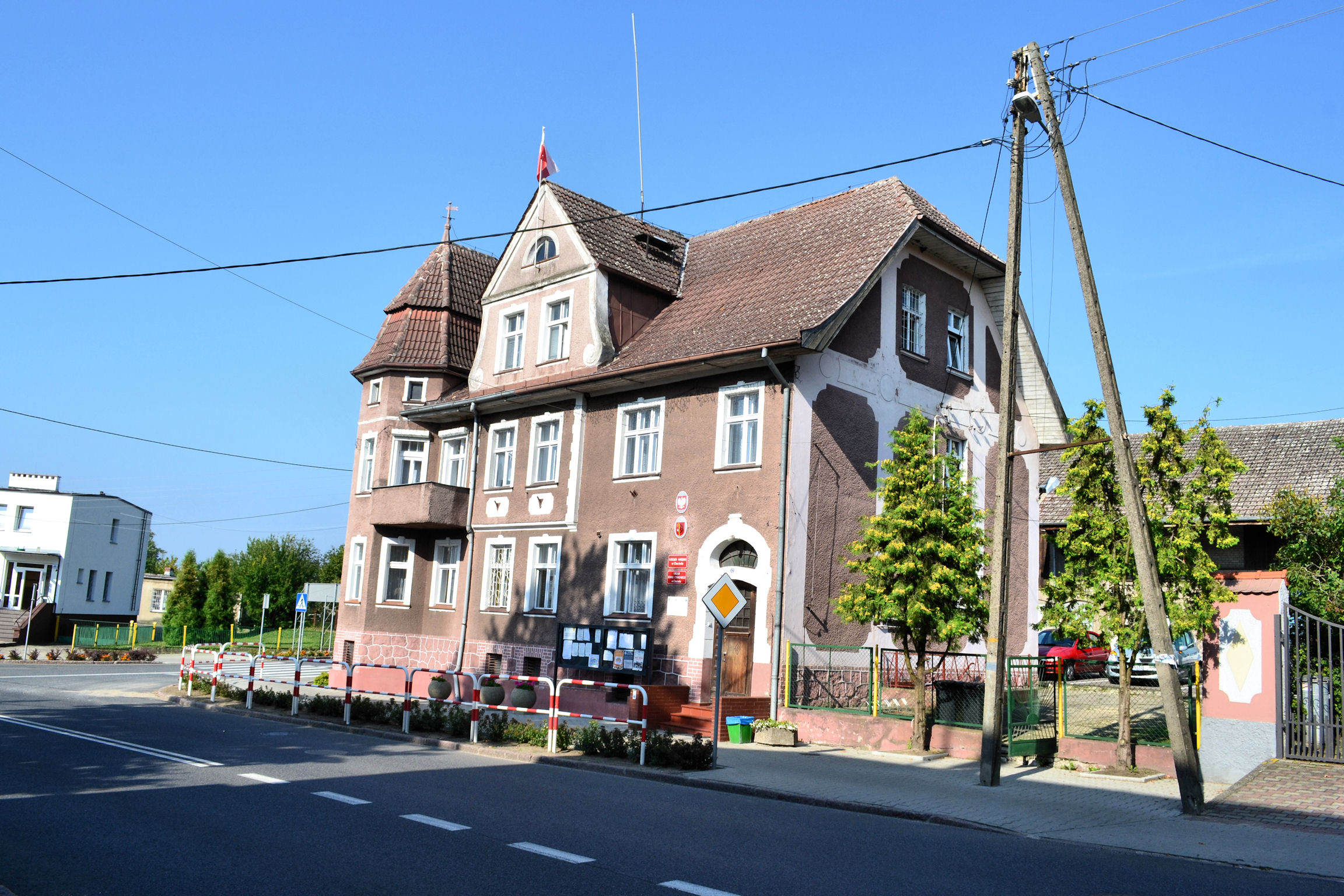
Budynek Urzędu Miejskiego

Miasto jest siedzibą gminy miejsko-wiejskiej. Mieszkańcy Chociwla wybierają do swojej rady miejskiej 8 radnych (8 z 15). Pozostałych 7 radnych wybierają mieszkańcy terenów wiejskich gminy Chociwel. Organem wykonawczym jest burmistrz. Siedzibą władz jest budynek przy ulicy Armii Krajowej.
Mieszkańcy Chociwla wybierają parlamentarzystów z okręgów wyborczych z siedzibą komisji w Szczecinie, a posłów do Parlamentu Europejskiego z okręgu wyborczego nr 13.